# Slavi Žekov
Slavi Žekov (in bulgaro Слави Жеков?, traslitterazione anglosassone: Slavi Zhekov; Stara Zagora, 21 agosto 1976) è un ex calciatore bulgaro, di ruolo centrocampista.

## Carriera

### Club
Nato a Stara Zagora, debutta con il club della città, il Beroe, squadra in cui tornerà successivamente dopo aver giocato anche con Olimpik Teteven, FK Černomorec Burgas, Černo More Varna e Lokomotiv Stara Zagora.